# Marathon van Rome 1986
De marathon van Rome 1986 werd gelopen op zondag 1 mei 1986.
De Italiaan Osvaldo Faustini finishte bij de mannen als eerste in 2:16.03. Hij had een voorsprong van ruim drieënhalve minuut. De Amerikaanse Katherine Gregory was de snelste vrouw en finishte in 3:23.43.
In totaal kwamen er 474 lopers aan de finish, waarvan 471 mannen en 13 vrouwen.

## Uitslagen
Mannen
| rang   | naam               | land | tijd    |
| ------ | ------------------ | ---- | ------- |
| Goud   | Osvaldo Faustini   | ITA  | 2:16.03 |
| Zilver | Gelindo Bordin     | ITA  | 2:19.42 |
| Brons  | Michelangelo Arena | ITA  | 2:22.27 |
| 4      | Marco Milani       | ITA  | 2:26.22 |
| 5      | Franco Borelli     | ITA  | 2:27.40 |
| 6      | Pietro Balbo       | ITA  | 2:27.43 |
| 7      | Francesco Biagi    | ITA  | 2:27.47 |
| 9      | Fabio Ciaponi      | ITA  | 2:31.36 |
| 10     | Normanno Digennaro | ITA  | 2:31.43 |

Vrouwen
| rang | naam              | land | tijd    |
| ---- | ----------------- | ---- | ------- |
| Goud | Katherine Gregory | USA  | 3:23.43 |

1982 ·
1983 ·
1984 ·
1985 ·
1986 ·
1987 ·
1988 ·
1989 ·
1990 ·
1991 ·
1995 ·
1996 ·
1997 ·
1998 ·
1999 ·
2000 ·
2001 ·
2002 ·
2003 ·
2004 ·
2005 ·
2006 ·
2007 ·
2008 ·
2009 ·
2010 ·
2011 ·
2012 ·
2013 ·
2014 ·
2015 ·
2016 ·
2017